# Бектаев, Калдыбай Бектаевич
Калдыбай Бектаевич Бектаев (Қалдыбай Бектайұлы) (27 ноября 1920, село Чубаровка, Туркестанская АССР — 16 октября 1996, Шымкент) — советский и казахский учёный, математик и лингвист. Является одним из основоположников математической и инженерной лингвистики.

## Биография
Происходит из рода жаныс племени дулат Калдыбай Бектаев родился 27 ноября 1920 года в селе Чубаровка (ныне село Чубар) Ордабасинского района Южно-Казахстанской области. В 1941—1945 гг. был участником Великой Отечественной войны. В 1946—1996 гг. преподавал и вёл научную деятельность в Шымкентском педагогическом институте (ныне Международный казахско-турецкий университет имени Х. А. Яссави), также был заведующим кафедрой математики и информатики. Организовал и возглавлял группу «Статистико-лингвистические исследования и автоматизация» в Институте языкознания АН КазССР. Был членом координационного совета по машинному переводу при ГКНТ СМ СССР. Совместно с Раймундом Пиотровским руководил общесоюзной группой «Статистика речи». Также был первым руководителем координационного и головного центра Машинного Фонда Тюркских языков.

## Звания
За годы своей деятельности Калдыбай Бектаев получил множество званий:
- Доктор филологических наук
- Профессор математики
- Заслуженный деятель науки Республики Казахстан
- Академик Международной академии информатизации
- Почётный гражданин города Шымкента
- Почётный член Кембриджского биографического центра и др.

## Работы
Ниже перечислены основные опубликованные работы:
- «Статистико-информационная типология тюркского текста» (1978)
- Учебник «Теория вероятностей и математическая статистика» на казахском языке (1990)
- «Русско-казахский математический словарь» (1986)
- «Математические методы в языкознании» (2 части, в соавторстве 1973—1974)
- «Краткий казахско-русский словарь» (в соавторстве 1989, 1991)
- «Частотный словарь романа М. О. Ауэзова „Путь Абая“» (в соавторстве 1979)
- «Обратный словарь казахского языка» (1971)
- Учебник «Математическая лингвистика» (в соавторстве 1977)
- «Большой казахско-русский русско-казахский словарь» (1995).